# USS Tautog (SS-199)
| «Таутог» | «Таутог»                                                                             | «Таутог»                                                                             |
| --- | ------------------------------------------------------------------------------------ | ------------------------------------------------------------------------------------ |
| USS Tautog (SS-199) |                                                                                      |                                                                                      |
| |                                                                                      |                                                                                      |
| Американський ПЧ «Таутог». 29 травня 1945 |                                                                                      |                                                                                      |
| Верф | General Dynamics Electric Boat, Гротон, Коннектикут                                  | General Dynamics Electric Boat, Гротон, Коннектикут                                  |
| Під прапором | США                                                                                  | США                                                                                  |
| Належність | ВМС США                                                                              | ВМС США                                                                              |
| Порт приписки | Перл-Гарбор                                                                          | Перл-Гарбор                                                                          |
| На честь | риби таутог                                                                          | риби таутог                                                                          |
| Замовлення | 2 серпня 1938                                                                        | 2 серпня 1938                                                                        |
| Закладений | 1 березня 1939                                                                       | 1 березня 1939                                                                       |
| Спуск на воду | 27 січня 1940                                                                        | 27 січня 1940                                                                        |
| Введений до складу флоту | 3 липня 1940                                                                         | 3 липня 1940                                                                         |
| Виведений зі складу флоту | 1 вересня 1959                                                                       | 1 вересня 1959                                                                       |
| На службі | 1940—1959                                                                            | 1940—1959                                                                            |
| Сучасний статус | 1 липня 1960 року списаний на брухт                                                  | 1 липня 1960 року списаний на брухт                                                  |
| Бойовий досвід | Друга світова війна Тихоокеанський ТВД Холодна війна                                 | Друга світова війна Тихоокеанський ТВД Холодна війна                                 |
| Нагороди | 14 бойових зірок                                                                     | 14 бойових зірок                                                                     |
| Проєкт |                                                                                      |                                                                                      |
| Тип ПЧ | дизель-електричний торпедний ДПЧ                                                     | дизель-електричний торпедний ДПЧ                                                     |
| Розробник проєкту | Electric Boat                                                                        | Electric Boat                                                                        |
| Основні характеристики |                                                                                      |                                                                                      |
| Швидкість (надводна) | 20,4 вузол (38,1 км/год)                                                             | 20,4 вузол (38,1 км/год)                                                             |
| Швидкість (підводна) | 8,75 вузлів (16 км/год)                                                              | 8,75 вузлів (16 км/год)                                                              |
| Робоча глибина занурення | 76 м                                                                                 | 76 м                                                                                 |
| Гранична глибина занурення | 150 м                                                                                | 150 м                                                                                |
| Дальність плавання | 11 000 миль (20 000 км) на швидкості 10 вузлів (18,6 км/год) (надводна)              | 11 000 миль (20 000 км) на швидкості 10 вузлів (18,6 км/год) (надводна)              |
| Автономність плавання | 48 годин на швидкості 2 вузли (3,7 км/год) (підводна) 75 днів                        | 48 годин на швидкості 2 вузли (3,7 км/год) (підводна) 75 днів                        |
| Екіпаж | 60 офіцерів та матросів                                                              | 60 офіцерів та матросів                                                              |
| Розміри |                                                                                      |                                                                                      |
| Довжина найбільша (по КВЛ) | 93,62 м                                                                              | 93,62 м                                                                              |
| Ширина корпусу найб. | 8,31 м                                                                               | 8,31 м                                                                               |
| Середня осадка (по КВЛ) | 4,458 м                                                                              | 4,458 м                                                                              |
| Водотоннажність надводна | 1 499 т                                                                              | 1 499 т                                                                              |
| Водотоннажність підводна | 2 408 т                                                                              | 2 408 т                                                                              |
| Силова установка |                                                                                      |                                                                                      |
| дизель-електрична; 4 × головні дизельні двигуни Electro-Motive Diesel Model 16-248 2 × 126-секційні хімічні батареї типу «Сарго» 4 × високошвидкісні електродвигуни General Electric з редукторами |                                                                                      |                                                                                      |
| Гвинти | 2                                                                                    | 2                                                                                    |
| Потужність | 2 740-5400 к.с.                                                                      | 2 740-5400 к.с.                                                                      |
| Озброєння |                                                                                      |                                                                                      |
| Артилерія | 1 × 76-мм корабельна гармата 3"/50                                                   | 1 × 76-мм корабельна гармата 3"/50                                                   |
| Торпедно- мінне озброєння | 10 × 533-мм торпедних апаратів 24 торпеди                                            | 10 × 533-мм торпедних апаратів 24 торпеди                                            |
| ППО | 1 × 40-мм зенітна гармата Bofors L60 1 × 20-мм автоматична зенітна гармата «Ерлікон» | 1 × 40-мм зенітна гармата Bofors L60 1 × 20-мм автоматична зенітна гармата «Ерлікон» |

«Таутог» (англ. USS Tautog (SS-199) — американський дизель-електричний океанський підводний човен типу «Тамбор», що перебував у складі військово-морських сил США у роки Другої світової війни. 
Човен став одним з найрезультативніших американських підводних човнів у Другій світовій війні, потопивши 26 японських кораблів та суден, загальною водотоннажністю (72 606 тонн), посівши друге місце за кількістю затоплених суден та 11-те — за тоннажем. Здобув назву «Жахливий Т.» З дванадцяти підводних човнів типу «Тамбор» він був одним з п'яти, які пережили війну.

## Історія створення
«Таутог» був закладений 1 березня 1939 року на верфі компанії General Dynamics Electric Boat у місті Гротон, штат Коннектикут. 27 січня 1940 року він був спущений на воду, а 3 липня 1940 року увійшов до складу ВМС США. 

## Історія служби
Перший патруль «Таутога» наприкінці 1941 та на початку 1942 років поблизу Маршаллових островів мав розвідувальний характер, жодного ворожого судна він не потопив. Під час свого другого походу в цей район, навесні 1942 року, човен торпедував японські підводні човни Ro-30 і I-28, а також вантажне судно. Діючи з бази в Австралії з липня 1942 по травень 1943, «Таутог» заходив у води Ост-Індії та Індокитаю п'ять разів, під час цих походів американський підводний човен потопив японський есмінець «Ізонамі» та сім торгівельних суден. Він також заклав міни біля Хайфона і в листопаді 1942 року витримав атаку глибинними бомбами.
У жовтні 1943 року, після капітального ремонту в Сан-Франциско, «Таутог» повернувся до служби, базуючись у Перл-Гарборі, потопивши японський підводний корабель № 30 і пошкодивши танкер і три вантажних судна під час цього рейсу, восьмого за всю війну. Його наступні чотири бойові походи, з грудня 1943 року по серпень 1944 року, виконувалися переважно поблизу  Японських островів і в північній частині Тихого океану. Цей період був дуже продуктивним: есмінець «Сіракумо» та одинадцять японських торгових суден стали жертвами «Таутога». У грудні 1944 року він пройшов черговий капітальний ремонт і вийшов у тринадцяте патрулювання у Східнокитайське море. Наступного місяця він потопив десантний корабель і тендер торпедних катерів, завершивши на цьому свою бойову кар'єру.
У лютому 1945 року «Таутог» перевели на навчання, й решту Другої світової війни він провів біля Гаваїв і Західного узбережжя. В листопаді 1945 року він перейшов в Атлантику, через кілька місяців після капітуляції Японії, і в грудні був виведений з експлуатації. У 1947 році «Таутог» відправилася до Великих озер, де майже дванадцять років працював в ролі стаціонарного навчального підводного човна військово-морського резерву в Мілуокі, штат Вісконсин. У вересні 1959 року «Таутог» був виведений зі складу сил флоту. Через кілька місяців його продали, і на початку 1960-х років він був розібраний на брухт у Маністі, штат Мічиган.